# Palm Springs Art Museum
Le Palm Springs Art Museum, anciennement le Palm Springs Desert Museum, est un musée d'art et une salle de spectacles situé à Palm Springs dans le comté de Riverside (Californie) aux États-Unis. Le musée est situé au pied des monts San Jacinto.

## Les années Desert Museum
Le Palm Springs Desert Museum était hébergé en 1938 dans une petite salle de La Plaza Arcade sur Palm Canyon Drive, dans le bas de Palm Springs. Le musée était consacré à l'environnement naturel du désert du Colorado et des Indiens Cahuillas originaires de la région.
Prenant rapidement de l'extension, le musée fut déménagé temporairement à la bibliothèque de la ville. Durant la Seconde Guerre mondiale, le musée fut pris en charge par le biologiste T.D.A. Cockerell. Le chanteur folk et scientifique spécialiste de biologie marine Sam Hinton en fut directeur de 1942 à 1944. En 1947 le musée pris ses quartiers dans une section d'un hôpital militaire. Le musée évolua en réflétant l'intérêt croissant de la communauté pour la préservation de son espace naturel et pour ses collections d'œuvres ayant trait à l'histoire de la population amérindienne. Une réserve naturelle musée en plein air de l'histoire du désert et un jardin botanique furent annexés au musée en 1952. Le nom de l'ensemble devint Palm Springs Desert Museum.

## Musée des arts
Une nouvelle infrastructure de 930 m2 fut construite pour la partie Musée des arts en 1958 sous la direction du directeur et anthropologiste Frederick Sleight, ensuite une extension de galeries et un auditorium vit le jour en 1962 afin d'accueillir des expositions d'art contemporain.  
Un autre bâtiment de 7 000 m2 fut construit par l'architecte E. Stewart Williams au 101 de la North Museum Drive, à peu de distance du premier. Ce bâtiment de style architectural moderniste était la troisième extension et actuel emplacement du musée. Il abrite le musée des Arts innovants ainsi que l'Annenberg Theater. 
Lorsque le musée des Arts fut achevé, la partie réserve naturelle du désert fut dissociée et s'appelle depuis lors le Living Desert Zoo and Gardens.
Le Palm Springs Art Museum est divisé en trois parties : une aile consacrée aux œuvres retraçant l'histoire locale et de l'ouest des États-Unis, une aile consacrée aux sciences naturelles de Palm Springs et de la vallée de Coachella ainsi qu'une aile consacrée aux arts du spectacle.
De nombreux artistes y ont exposé leurs œuvres tels qu'Andy Warhol, Lichtenstein ou le sculpteur expressionniste abstrait Mark di Suvero.

## Anecdotes
- En 1991, le musée a accueilli la première édition du célèbre festival lesbien, le Club Skirts Dinah Shore Weekend.